# Psalidomyrmex wheeleri
Psalidomyrmex wheeleri är en myrart som beskrevs av Santschi 1923. Psalidomyrmex wheeleri ingår i släktet Psalidomyrmex och familjen myror. Inga underarter finns listade i Catalogue of Life.

## Bildgalleri

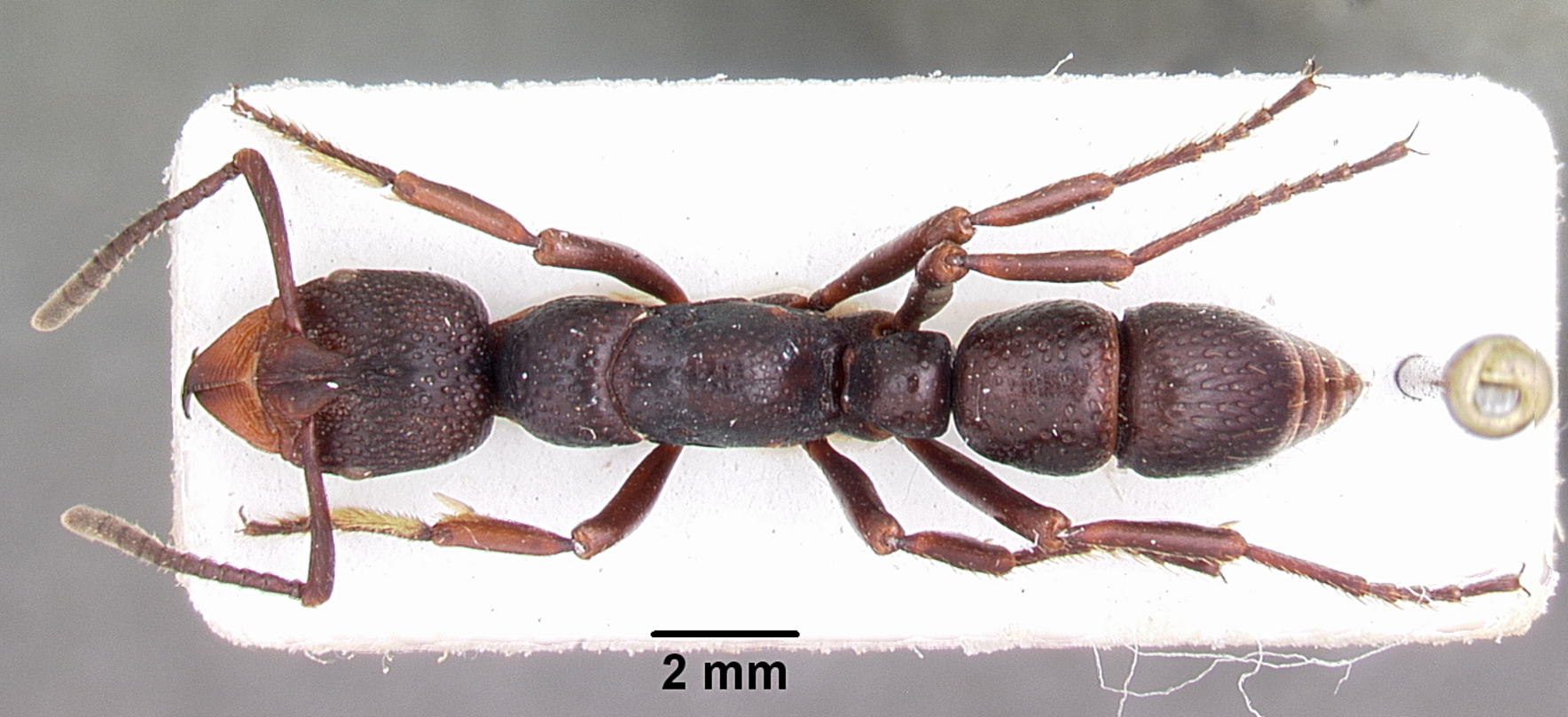
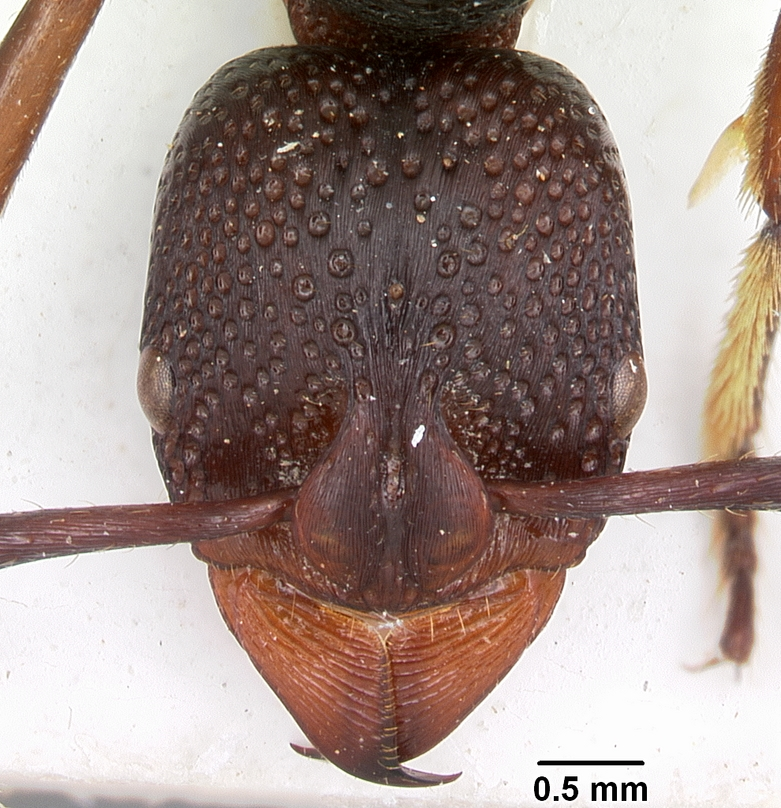
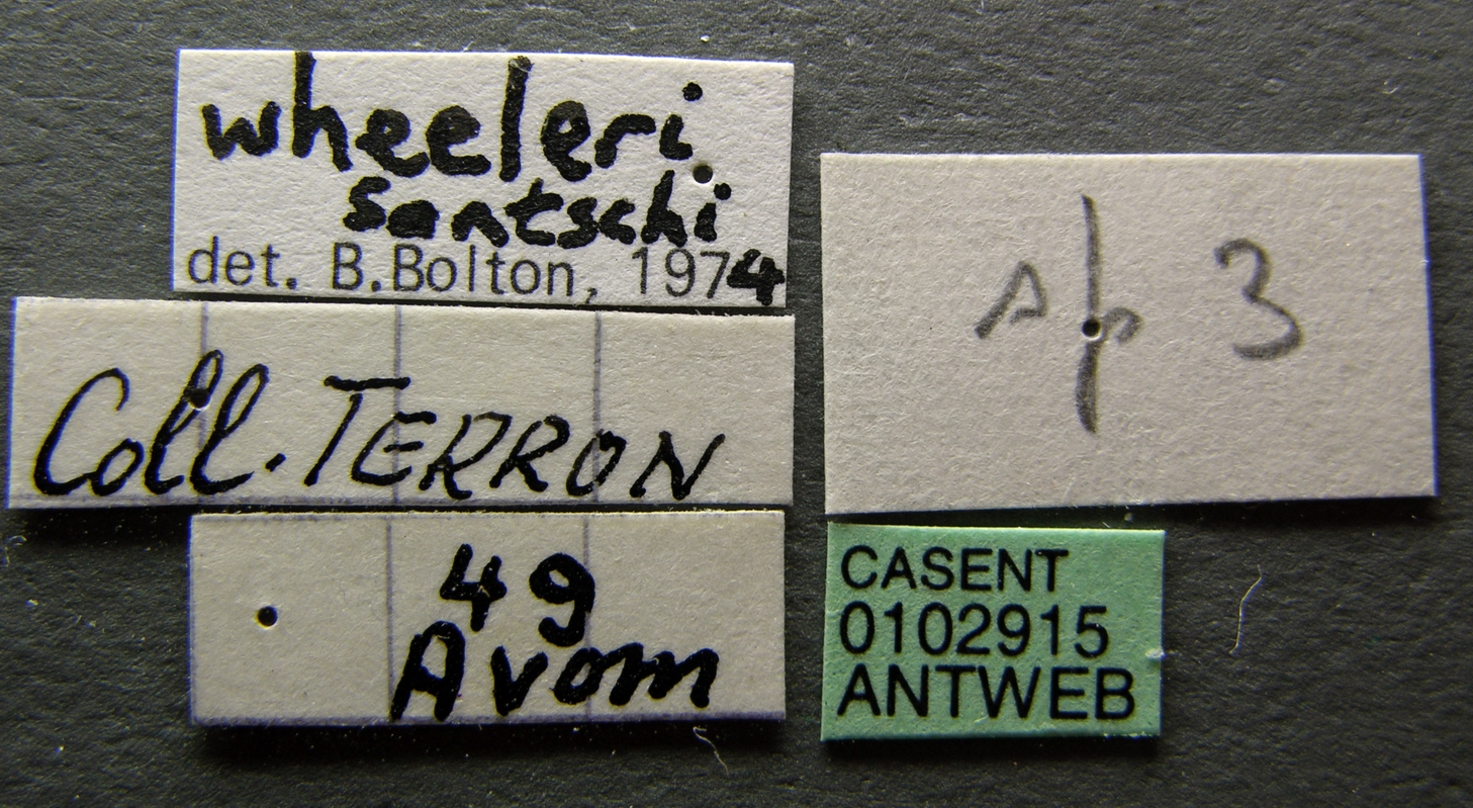
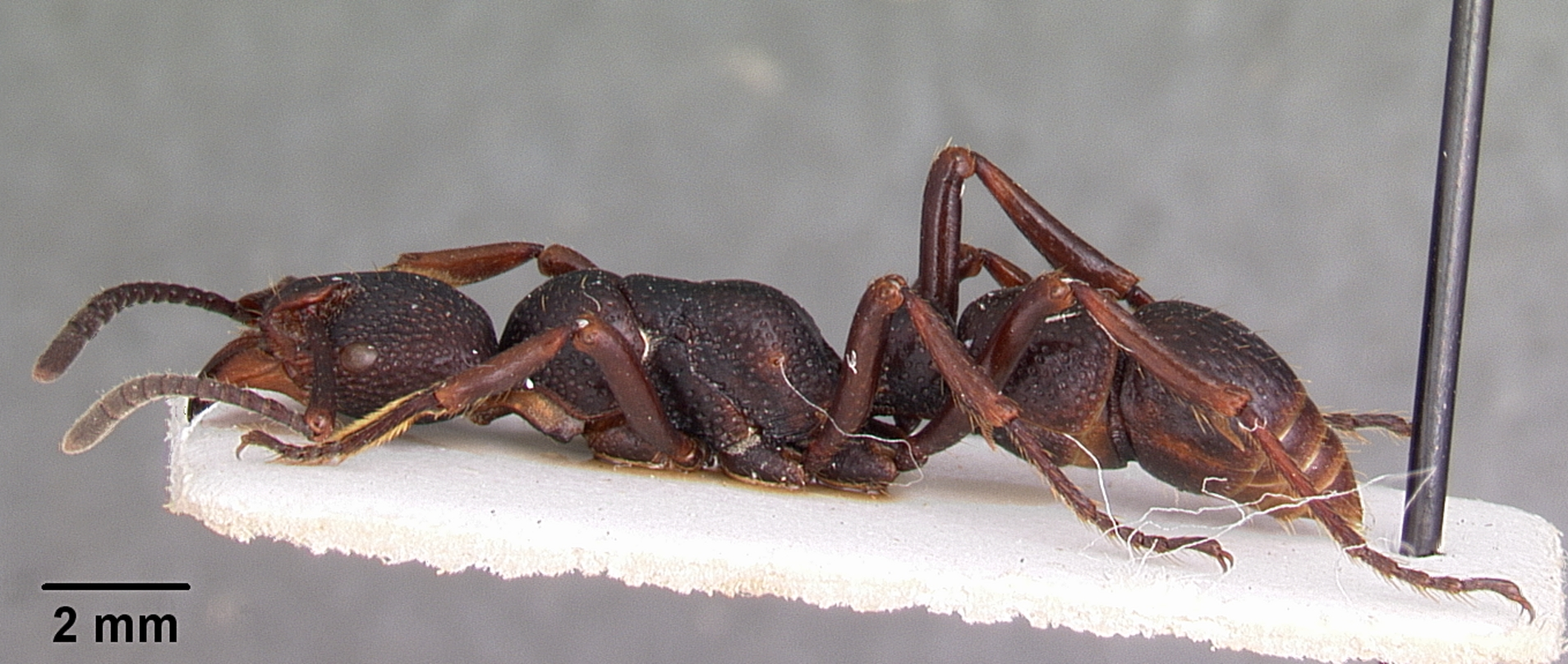
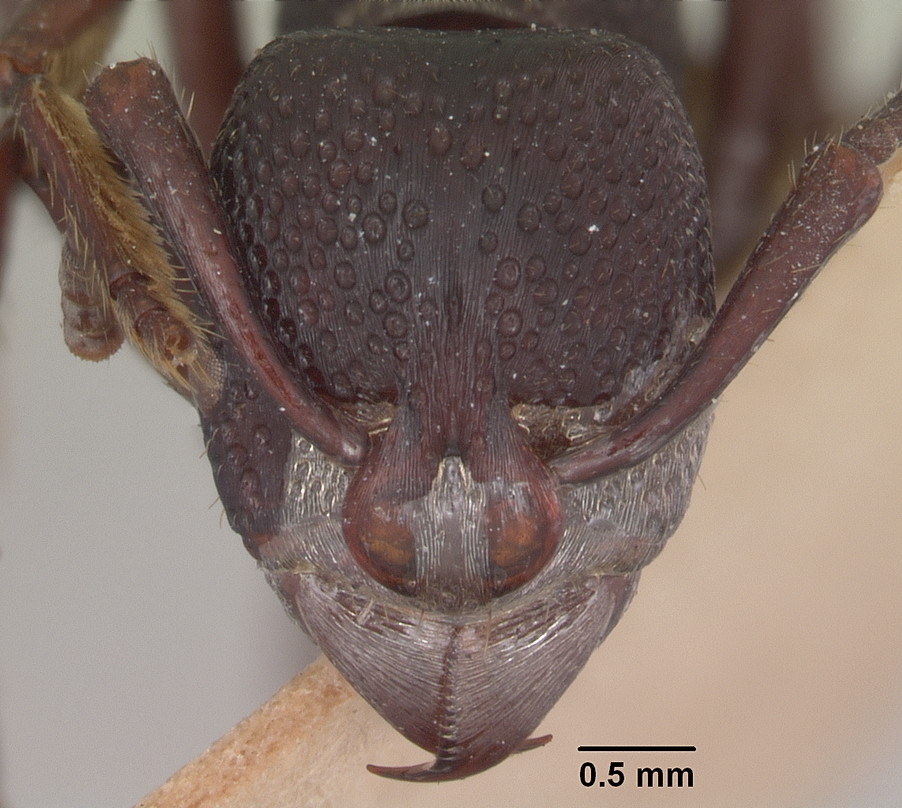
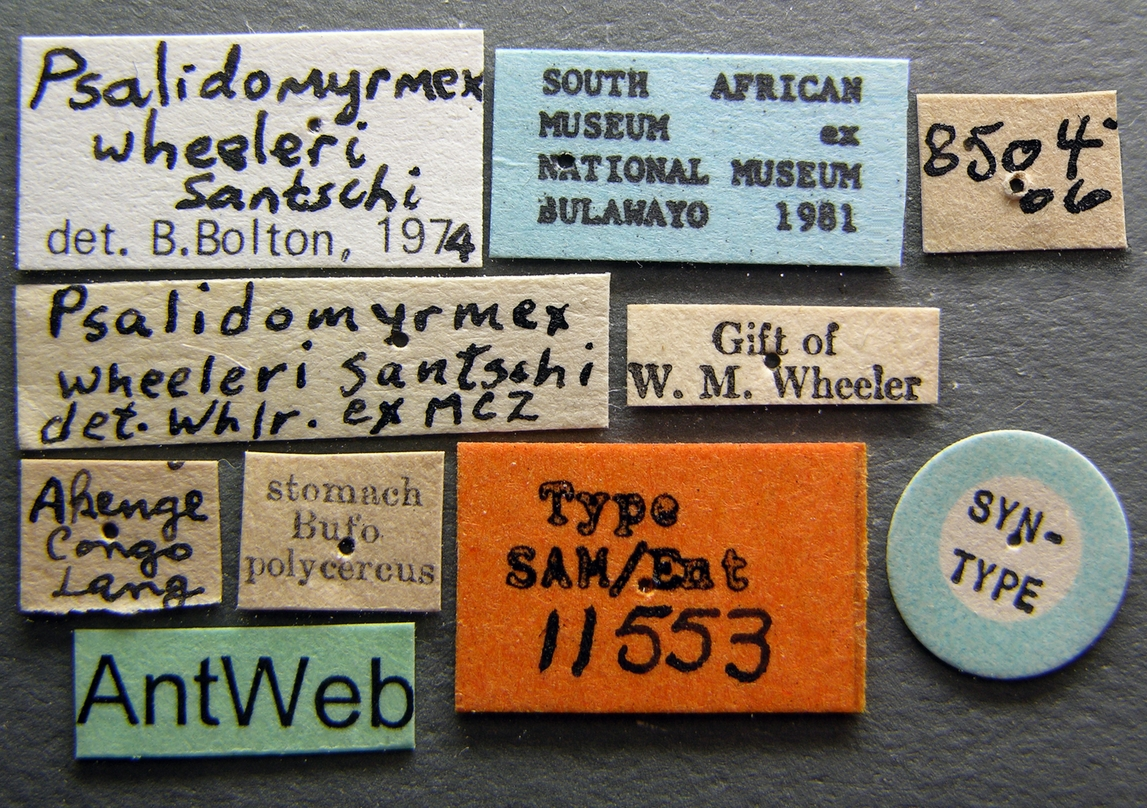